# Celinnoe
Celinnoe (in russo Целинное?) è un villaggio del settore meridionale della Siberia Occidentale situato nel Territorio dell'Altaj,  in Russia. È il centro amministrativo del distretto Celinnyj.
La località si trova 170 km a sud-est della capitale Barnaul.